# Verolanuova
Verolanuova är en ort och kommun i provinsen Brescia i regionen Lombardiet i Italien. Kommunen hade 8 190 invånare (2018).